# Dionne van der Wal
Dionne van der Wal (21 maart 2003) is een Nederlands voetbalspeelster. Ze speelt als doelverdediger voor HERA United in de Vrouwen Eredivisie.

## Clubcarrière
Van der Wal begon als keepster bij sc Heerenveen. In de zomer van 2022 vertrok ze naar AFC Ajax, waar ze tweede keepster werd achter Lize Kop en later Regina van Eijk. In de zomer van 2023 tekende ze een tweejarig contract bij Ajax. Op 3 mei 2025 maakte Van der Wal haar debuut voor Ajax in een thuiswedstrijd tegen Telstar door in te vallen voor Van Eijk. In juni 2025 maakte de Amsterdamse club bekend het aflopende contract van Van der Wal niet te verlengen, waardoor ze de club verliet.
Op 14 augustus 2025 werd Van der Wal als een van de eerste speelsters gepresenteerd van het nieuw opgerichte HERA United, de eerste zelfstandige vrouwenvoetbalclub in Nederland.

## Statistieken
| Seizoen | Club          | Land      | Competitie         | Wedstrijden | Doelpunten |
| ------- | ------------- | --------- | ------------------ | ----------- | ---------- |
| 2018/19 | sc Heerenveen | Nederland | Eredivisie Vrouwen |             |            |
| 2019/20 | sc Heerenveen | Nederland | Eredivisie Vrouwen |             |            |
| 2020/21 | sc Heerenveen | Nederland | Eredivisie Vrouwen | 2           |            |
| 2021/22 | sc Heerenveen | Nederland | Eredivisie Vrouwen | 2           |            |
| 2022/23 | AFC Ajax      | Nederland | Eredivisie Vrouwen | 0           |            |
| 2023/24 | AFC Ajax      | Nederland | Eredivisie Vrouwen | 0           | 0          |
| 2024/25 | AFC Ajax      | Nederland | Eredivisie Vrouwen | 1           | 0          |
| 2025/26 | HERA United   | Nederland | Eredivisie Vrouwen | 0           | 0          |
| Totaal  | Totaal        | Totaal    | Totaal             | 5           | 0          |

Laatste update: 14 augustus 2025

## Interlandcarrière
Op 14 februari 2019 speelde Van der Wal haar eerste wedstrijd voor Oranje O16.
1 Steen ·
2 Donker ·
9 Van Belen ·
10 Kira ·
11 Hassani ·
12 Van de Pol ·
13 Blomquist ·
14 Nottet ·
15 Daalman ·
17 Lagcher ·
18 Vader ·
19 Vis ·
20 Tiebie ·
21 Berrevoets ·
22 Khanchouch ·
22 Kleef ·
25 Booms ·
Coach: Engelkes